# Град трња: прича о деветоро људи из највећег избегличког кампа на свету (књига)
Град трња: прича о деветоро људи из највећег избегличког кампа на свету (енгл. City of Thorns: Nine Lives in the World's Largest Refugee Camp) је историјска биографија која је објављена 2016. од у издању Picador-а у Великој Британији и Thorndike Press-а у САД-у, аутора, новинара Бена Роленса (енгл. Ben Rawlence). Уопштено говорећи, књига прати приче девет људи наративно кроз њихова путовања кроз Дадаб, у Кенији, највећи избеглички камп на свету, дом за око 350.000 људи (иако је тачан број непознат и споран).

## О аутору
Бен Роленс је рођен и одрастао у Великој Британији, студирао у Лондону, Танзанији и САД. Неколико година је радио у Њујорку, а затим у политици у Великој Британији и Танзанији пре него што се придружио Чувару људских права где је радио од 2006-2013. Био је стипендиста Фондације за отворено друштво 2013.

## О књизи
Тематика књиге може се сажети у то да „суштинско искуство избеглице није толико кретање колико заглављивање, физички и психички, индивидуално и колективно ".
Смештен на кенијској граници са Сомалијом, Дадаб је основан 1992. године како би тамо сместио око 90.000 избеглица из грађанског рата. Од тада је израстао у велики град који се простире у исушеној пустињи где се рађају генерације сомалијских избеглица и где ће већина њих умрети.
Међу ликовима које пратимо кроз књигу је Гулед, дечак који је одрастао у ратом разореном Могадишу, који је киднапован и побегао из Ел Шабаба (екстремистичке терористичке организације); Нишо, рођен када су његови родитељи бежали из Сомалије 1991, и паметни Муна, који је имао користи од бесплатног школовања у кампу. Њена сопствена снажна воља и образовање помогли су јој да пркоси стегама свог клана. „Управо кроз њихове индивидуалне приче, њихове напоре да извуку подношљиве животе, нађу посао, имају децу, остану здрави, Роленс је направио своју изузетну књигу. 

## Пријем
Према рецензији Гардијана, Град трња је „изванредна књига која долази као правовремени подсетник да велика већина избегличке популације у свету никада неће видети европске обале“,
У чланку Њујорк тајмса Caroline Moorehead наводи се да је књига „дубоко узнемирујући и депресиван портрет насиља, немаштине, страха, осећаја безнађа и занемаривања у којима сада живи велики број од око 60 милиона присилно расељених људи у свету. " 
Удружење за спољну политику препоручило је књигу за свој програм „Велике одлуке“ о избеглицама и глобалним миграцијама за пролеће 2019.

## Награде и признања
Књига је номинована за неколико књижевних награда:
- (2016) - Los Angeles Times Book Prize,
- (2017) - Dayton Literary Peace Prize,
- (2017) - Ryszard Kapuściński Prize,
- (2017) - Andrew Carnegie Medal Nominee for Nonfiction.